# Pseudocercospora salvadorae
Pseudocercospora salvadorae är en svampart som först beskrevs av René Charles Maire, och fick sitt nu gällande namn av Deighton 1976. Pseudocercospora salvadorae ingår i släktet Pseudocercospora och familjen Mycosphaerellaceae.   Inga underarter finns listade i Catalogue of Life.